# Piero Foscari
Piero Foscari (Venezia, 25 agosto 1865 – Venezia, 7 aprile 1923) è stato un militare e politico italiano.

## Biografia

### Le origini e la carriera militare
Figlio di Annibale e Teresa Lozzi, apparteneva a una famiglia del patriziato veneziano ormai in decadenza. A dodici anni entrò nella Regia Scuola macchinisti dell'Arsenale e sei anni dopo era sottoufficiale macchinista. Continuò la sua formazione all'Accademia navale di Livorno, uscendone con il grado di guardiamarina.
Nel 1895-1896 partecipò alla guerra di Abissinia. Nel 1896, nell'ambito degli scontri sfociati nella brevissima guerra anglo-zanzibariana, sbarcò con un corpo di spedizione italiano a Zanzibar per proteggere i consolati stranieri; durante questo evento fu testimone dei soprusi del colonialismo inglese che descrisse alla Gazzetta di Venezia sotto pseudonimo. Tuttavia, lui stesso fu altrettanto violento quando guidò una repressione a Mogadiscio: l'impresa gli valse la medaglia d'argento al valor militare e contribuì a formare le sue convinzioni nazionaliste.
Nel 1897 sposò Elisabetta Widmann Rezzonico, unica erede di una ricca famiglia che lo fece procuratore delle sue proprietà in Carinzia. Di conseguenza, rinunciò alla carriera militare.

### Il dibattito sul porto di Venezia
Il 30 luglio 1899 cominciò la sua ascesa politica venendo eletto per la prima volta nel Consiglio comunale di Venezia (riconfermato nelle consultazioni successive, rimase in carica sino al dicembre 1919). Durante il suo mandato si inserì attivamente nel dibattito sul futuro della città, schierandosi con i nuovi ceti capitalistici che favorivano lo sviluppo di un polo industriale. Nel 1904 tenne all'Ateneo Veneto la conferenza Il porto di Venezia nel problema adriatico riguardante il progetto del capitano Luciano Petit per la fondazione del nuovo porto industriale di Marghera.
Venne così a formarsi il cosiddetto "gruppo veneziano", guidato dal Foscari e dall'amico Giuseppe Volpi e appoggiato dalla Banca Commerciale Italiana. L'idea, inoltre, non intendeva essere un semplice incentivo all'economia italiana, ma aveva anche fondamenti nazionalistici, mirando all'espansione verso i Balcani (recupero delle terre irredente, controllo dell'Albania). È in quest'ambito che il Foscari fondò nel 1903 il Sindacato italo-montenegrino, ottenendo inoltre dal governo montenegrino le concessioni per la costruzione del porto di Antivari (progettato da Enrico Coen Cagli, futuro autore del piano regolatore di Marghera) e della ferrovia Antivari-Nikšić (che doveva essere l'inizio di una linea che collegasse l'Adriatico al Danubio), per lo sfruttamento di alcuni giacimenti minerari e aree forestali. Le opere furono finanziate dalla Regia cointeressata dei tabacchi del Montenegro, fondata nel 1903 e avente Volpi alla presidenza e il Foscari fra gli azionisti. Altro fondamento economico del gruppo veneziano fu la costituzione, nel 1905, della SADE che avrà ancora Volpi presidente e Achille Gaggia direttore.

### La politica nazionale
Il Foscari dimostrò nel contesto del porto di Venezia una notevole contraddizione: da una parte il suo alacre impegno pubblico per lavorare al progetto dell'infrastruttura, dall'altro le idee politiche caratterizzate da una retorica nazionalista e da un dannunzianesimo sfrenato, accompagnati spesso da un certo qualunquismo e dal rifiuto dei processi politici di allora con l'ascesa del socialismo.
Nel 1903 fu nominato primo presidente della sezione veneziana dell'Associazione nazionale Trento-Trieste e si inserì appieno nel movimento nazionalista.
Dopo un primo tentativo alle politiche del 1904 in un collegio di Venezia, nel 1909 riuscì a farsi eleggere deputato nel collegio di Mirano (ufficialmente come moderato sostenuto dai clericali). Non servì l'opposizione di Giovanni Giolitti che lo fece boicottare dal prefetto di Venezia Amedeo Nasalli Rocca.
Nel 1910 partecipò al primo congresso dell'Associazione Nazionalista Italiana e ne presiedette il secondo. Il suo irredentismo fu così estremo che, dopo un viaggio a Trieste nel 1909, gli fu vietato l'ingresso il tutto l'impero austro-ungarico. Nel 1911 partecipò alla guerra di Libia come capitano di corvetta.
Alle elezioni del 1913 fu ancora rieletto alla Camera e divenne capogruppo dei parlamentari nazionalisti. In questo periodo fu uno dei più grandi sostenitori dell'interventismo. All'entrata in guerra fu messo al comando della difesa antiaerea di Venezia. Durante questo periodo fu particolarmente vicino a Gabriele D'Annunzio, che allora viveva nella "casetta rossa" sul Canal Grande.
Venne nominato sottosegretario al ministero delle colonie nel Governo Boselli, dal 18 giugno 1916 al 29 ottobre 1917 e poi nel Governo Orlando fino al 23 giugno 1919.
Il 4 marzo 1923 presiedette con Luigi Federzoni l'ultima seduta del Comitato centrale dell'ANI che portò alla confluenza dell'Associazione Nazionalista Italiana nel Partito Nazionale Fascista.
Morì prima che fosse convalidata la sua nomina a senatore del Regno. I funerali si svolsero nella chiesa dei Santi Giovanni e Paolo.